# Acer pentapomicum
Acer pentapomicum är en kinesträdsväxtart som beskrevs av Robert Stewart och Brand.. Acer pentapomicum ingår i släktet lönnar, och familjen kinesträdsväxter. Inga underarter finns listade i Catalogue of Life.